# Love Never Dies (comédie musicale)
Ne doit pas être confondu avec Love Never Dies.
Love Never Dies est une comédie musicale du compositeur Andrew Lloyd Webber et des paroliers Glenn Slater et Charles Hart. Le livret est écrit par Lloyd Webber, Slalter, Ben Elton et Frederick Forsyth. Il fait suite au spectacle à succès The Phantom of the Opera de Lloyd Weber et Hart ; en outre, il reprend de façon très libre des éléments du roman de Forsyth Le Fantôme de Manhattan, lui-même étant dérivé du Fantôme de l'Opéra de Gaston Leroux.

## Résumé
Une décennie après les événements tragiques survenus à l'Opéra de Paris, la célèbre chanteuse Christine Daaé s'apprête à conquérir les États-Unis ! Sous la houlette du puissant homme d'affaires Oscar Hammerstein I, elle doit prochainement donner ses premiers concerts sur le sol américain.
Accompagnée de son mari Raoul et de son fils Gustave, elle se rend à Brooklyn. Sitôt sur place, un imprésario anonyme, Monsieur Y, l'engage pour se produire à Phantasma, l'attraction phare de Coney Island.
Christine ignore qu'un certain Fantôme est à l'œuvre derrière toute cette affaire...

## Argument détaillé

### Acte I
Dix ans se sont écoulés depuis la tragédie survenue à l'Opéra de Paris. Erik, le compositeur mélomane, défiguré et misanthrope qui hantait les souterrains du bâtiment sous le titre de « Fantôme de l'Opéra », a refait sa vie. Usant du pseudonyme de Monsieur Y, il est désormais un magnat reconnu et le maître incontesté de Phantasma, un parc d'attractions situé à Coney Island. Malgré son succès, l'absence de sa muse Christine Daaé le torture et il rêve de l'entendre chanter à nouveau (Til I Hear You Sing).
À Phantasma, un trio d'artistes de freak show constitué du Dr Gangle, de Miss Fleck et de Mr Squelch, présente les merveilles de Coney Island aux badauds (The Coney Island Waltz). Ils sont accompagnés par Meg Giry, l'ancienne camarade de Christine à l'Opéra ; cette dernière est devenue la vedette, « The Ooh La La Girl », dans le dernier vaudeville créé par le Fantôme. Le spectacle est produit par Madame Giry, la mère de Meg. À l'issue de la représentation, Meg et la troupe de Phantasma conquièrent le public avec leur performance (Only for You).
De son côté, Madame Giry découvre dans le journal que Christine arrivera prochainement à New York sous la houlette du puissant Oscar Hammerstein I. Elle doit chanter lors de l'ouverture du tout nouvel opéra de Manhattan. Elle s'inquiète que Meg ait perdu l'attention du Fantôme et du retour de Christine dans leur vie. Madame Giry se remémore ensuite la façon dont elle-même et sa fille ont fait passer clandestinement Erik de Paris à New York, une décennie plus tôt. Meg ignore les avertissements de sa mère et se réjouit de la visite de sa vieille amie après une si longue absence (Ten Long Years).
Christine, Raoul et leur fils Gustave, âgé de dix ans, arrivent à New York où ils sont accueillis par une foule de paparazzis (Christine Disembarks). Ils sont escortés par Gangle, Fleck et Squelch. Au moyen d'une calèche, le trio des freaks les emmène à Coney Island (Are You Ready to Begin?).
Dès son arrivée, Raoul se montre d'une humeur exécrable (What a Dreadful Town!) et refuse de s'occuper de Gustave. Il déserte leur suite lorsqu'il est convié à rencontrer Hammerstein au bar de l'hôtel. Resté seul avec sa mère, Gustave s'enquit de l'indifférence voire la méchanceté avec laquelle son père le traite. Christine l'encourage à voir au-delà des apparences (Look With Your Heart).
Une fois Gustave couché, le Fantôme apparaît sur le balcon. Cette vision soudaine traumatise la jeune femme, persuadée qu'Erik était mort depuis longtemps, et elle s'évanouit sous le choc. Le Fantôme la porte jusqu'à une chaise, où elle finit par sortir de sa léthargie. Tous deux se remémorent leur nuit avant le mariage de la diva : leurs ébats passionnés, le départ précipité du Fantôme et leur séparation (Beneath a Moonless Sky). Alors qu'ils prennent l'air sur le balcon, ils se souviennent tristement des tendres moments passés ensemble et de leur certitude que leur amour avait une chance d'exister (Once Upon Another Time). Le Fantôme propose de payer Christine deux fois le prix de Hammerstein si elle accepte d'interpréter ne serait-ce qu'une seule des chansons qu'il a composées pour elle mais la cantatrice refuse.
Le ton monte mais leur différend est interrompu par Gustave : terrifié par un cauchemar, le petit se réveille en hurlant (Mother Please, I'm Scared!). Christine le console puis lui présente le Fantôme. Pour l'amadouer, Erik promet à l'enfant de lui faire visiter Phantasma dès le lendemain. Une fois Gustave recouché, le Fantôme retombe dans ses anciens travers : il menace Christine d'enlever son fils si elle n'accepte pas de chanter à nouveau pour lui. Cette dernière, bouleversée, cède (Ten Long Years of Yearning). Après lui avoir donné la partition de sa chanson, il disparaît.
Dans le studio de répétition de Phantasma, Meg est consternée et blessée d'apprendre que Christine a été choisie pour incarner le personnage principal du spectacle : le Fantôme impose en effet son ancienne muse dans le rôle phare.
De son côté, Raoul rencontre Madame Giry ; il découvre ainsi que Christine a signé un contrat d'exclusivité avec un mystérieux Monsieur Y, la nouvelle identité d'Erik (Dear Old Friend).
Gangle, Fleck et Squelch emmènent Gustave à l'Aerie, où il est accueilli par le Fantôme. Véritable enfant prodige, Gustave chante et joue une mélodie au piano (Beautiful). Sa virtuosité amène le Fantôme à soupçonner qu'il est en réalité le père de Gustave (« Il joue comme moi ! Il n'a que dix ans… Dix ans »). Tout en questionnant le garçonnet, Erik lui fait découvrir les merveilles obscures, les illusions et les monstres de Phantasma. Chacun voit en l'autre une âme sœur. Le Fantôme ôte son masque, persuadé que Gustave l'acceptera tel qu'il est, mais le petit hurle d'horreur et s'enfuit (The Beauty Underneath).
Christine réconforte Gustave puis demande à Meg de le ramener à l'hôtel. Devant l'insistance du Fantôme, Christine lui avoue que Gustave est bel et bien son fils (The Phantom Confronts Christine). Erik lui fait promettre de ne jamais révéler la vérité à Gustave. La jeune femme lui donne sa parole et jure de chanter à nouveau pour lui, puis le laisse à son sort. Encore abasourdi par cette révélation, le Fantôme s'engage à ce que Gustave hérite de tous ses biens, y compris ses créations.
Madame Giry, qui écoutait à la porte, explose de fureur : tous les sacrifices auxquels Meg et elle-même ont consenti pour Erik n'auront finalement servi à rien...

### Acte II
Dans un bar lugubre, un Raoul éméché réfléchit à sa relation avec Christine. Meg le rejoint et engage la conversation. Elle l'incite à quitter les États-Unis au plus vite avec Christine et Gustave. Sa requête exprimée, elle disparaît comme elle est venue (Why Does She Love Me?).
Rongé par l'alcool et l'orgueil, Raoul affirme ne pas craindre son rival. Soudain, le Fantôme se matérialise devant lui. Leur ancienne rivalité est aussitôt ravivée. Les deux hommes décident d'un pari : si Christine chante pour lui, Erik gagne ; si elle s'y refuse, Raoul l'emporte. Si Raoul a vu juste, le Fantôme paiera ses dettes et le Vicomte pourra partir avec son épouse et son fils. En revanche, si le Fantôme est victorieux, Christine et Gustave resteront en Amérique et Raoul devra retourner seul à Paris. Sournoisement, Erik émet des insinuations douteuses et pousse Raoul à remettre en question la paternité de Gustave (Devil Take the Hindmost).
Peu après, Fleck, Squelch et Gangle apparaissent pour annoncer le concert de Christine au Phantasma (Invitation to the Concert).
Ce soir-là, Meg se livre à effeuillage sur scène (Bathing Beauty). Elle impressionne le public mais Madame Giry révèle à sa fille que le Fantôme n'a pas regardé la représentation et juge cette représentation vaine (Mother, Did You Watch ?).
Dans la loge de Christine, Gustave aide sa mère à se préparer pour le spectacle. Raoul débarque à ce moment. Christine demande à Gustave d'attendre son père en coulisses. Raoul supplie son épouse de ne pas chanter et, si elle l'aime vraiment, de quitter New York avec lui. Christine lui demande un peu de temps pour y réfléchir et son époux s'en va. Le Fantôme entre à son tour. Il rappelle à la jeune femme que l'amour de Raoul ne lui suffira jamais, qu'elle doit chanter pour lui et assumer son destin (Before The Performance). Restée seule, Christine se souvient des événements à l'Opéra, dans les souterrains, où elle avait dû choisir entre Raoul et Erik (Twisted Every Way).
Madame Giry, Raoul et le Fantôme se demandent si Christine chantera (Devil Take The Hindmost - Reprise). Le rideau s'ouvre sur la cantatrice, alors que son mari et son ancien mentor la contemplent depuis les coulisses. Lorsque la longue introduction musicale touche à sa fin, Christine finit par entonner son couplet. Raoul part juste avant la fin de la représentation. Christine salue sous un tonnerre d'applaudissements (Love Never Dies). Dans les coulisses, Erik et elle s'étreignent avec passion puis s'embrassent. La chanteuse découvre ensuite une lettre de Raoul l'informant de son départ (Ah Christine).
Réalisant soudain que Gustave a disparu, Christine se souvient de son dernier échange avec son fils : elle lui avait demandé d'attendre sagement Raoul dans les coulisses. Erik, furieux, soupçonne une manigance du vicomte mais Christine refuse de croire que ce dernier ait pu enlever le garçonnet. Cette certitude est confirmée par Squelch, qui a vu Raoul partir seul. Les soupçons du Fantôme se tournent alors vers Madame Giry. Il ordonne à Squelch et Gangle de lui amener sa vieille complice. Sous la menace, Madame Giry avoue qu'elle connait la véritable filiation de Gustave mais nie avoir kidnappé le garçon. Fleck se remémore un détail inquiétant : lorsqu'elle est passée devant la loge de Meg, elle a vu le miroir brisé et l'intéressée est désormais introuvable. Christine craint pour la vie de son enfant mais Madame Giry lui assure que sa fille ne ferait jamais de mal à Gustave. Erik devine facilement où Meg, excellente nageuse, est allée (Gustave, Gustave).
Sur le quai, Meg s'apprête à noyer Gustave. Erik, Christine et les autres arrivent à temps pour la confronter. Meg révèle au Fantôme son secret : sa mère l'a prostituée auprès d'hommes influents pour assurer des revenus, une réputation et la notoriété au Fantôme. La jeune femme laisse éclater toute sa douleur et son ressentiment envers Erik, estimant que ce dernier ne l'a jamais considéré à sa juste valeur. Finalement, lasse, Meg décide de laisser Gustave en vie et le libère. Puis, elle sort un pistolet et le pointe sur sa tempe, déterminée à mettre fin à son existence. Le Fantôme tente de s'excuser et cherche à la consoler mais, lorsqu'il mentionne par mégarde le nom de Christine, Meg s'agite à nouveau. Alors qu'Erik tente de lui arracher l'arme, Meg tire accidentellement sur son ancienne amie (Please Miss Giry, I Want to Go Back). Affolées, les Giry vont chercher de l'aide.
Alors qu'elle agonise, Christine révèle à Gustave qu'Erik est son vrai père et le garçon, sous le choc, s'éloigne précipitamment (Look with Your Heart - Reprise). Christine confesse au Fantôme que son amour pour lui ne mourra jamais et ils échangent un ultime baiser. Elle expire dans ses bras (Once Upon Another Time - Reprise).
Gustave revient avec Raoul. Le vicomte, terrassé par la tristesse, regarde la scène en silence alors que Gustave niche sa tête sur les genoux de sa mère. Erik confie la dépouille de Christine à son vieux rival ; puis il se dirige vers la jetée où il s'effondre à genoux en hurlant de chagrin. Gustave se dirige alors vers le Fantôme en pleurs. Le petit enlace son véritable père pour la première fois (Love Never Dies - Reprise). Après quoi, il retire le masque du Fantôme et lui touche doucement le visage en signe d'acceptation. Gustave et Erik se regardent tendrement tandis que le rideau tombe.

## Numéros musicaux
| Acte I 1. Prologue – l'Orchestre et le Fantôme 2. Til I Hear You Sing (incluant The Aerie) – le Fantôme 3. The Coney Island Waltz – Squelch, Fleck, Gangle, Ensemble et l'Orchestre 4. Only for You ✝ – Meg Giry, Ensemble 5. Mother, Did You See…? / Ten Long Years… / Meg's Aria ✝ – Meg et Madame Giry 6. Christine Disembarks – Raoul, Gustave, Christine et Ensemble 7. Arrival Of The Trio: Are You Ready to Begin…? – Fleck, Gangle, Squelch, Raoul, Gustave et Ensemble 8. What A Dreadful Town…! – Raoul, Christine et Gustave 9. Look With Your Heart – Christine et Gustave 10. Beneath A Moonless Sky – Christine et le Fantôme 11. Once Upon Another Time – Christine et le Fantôme 12. Mother Please, I'm Scared…! – le Fantôme, Christine et Gustave 13. Ten Long Years of Yearning… ✝ – Christine et le Fantôme 14. Dear Old Friend ✝ – Meg, Madame Giry, Christine, Raoul, Gustave et Ensemble 15. Beautiful – Gustave, Fleck, Gangle, Squelch et le Fantôme 16. The Beauty Underneath ✝ – le Fantôme et Gustave 17. The Phantom Confronts Christine – Christine, le Fantôme et Madame Giry | Acte II 1. Entr'acte – l'Orchestre 2. Why Does She Love Me? – Raoul, Meg et Ensemble 3. Devil Take the Hindmost ✝ – Raoul et le Fantôme 4. Invitation to the Concert – Fleck, Gangle, Squelch et Ensemble 5. Bathing Beauty – Meg, Fleck, Gangle, Squelch et Ensemble 6. Mother, Did You Watch…? – Meg et Madame Giry 7. Before the Performance – Christine, Raoul, Gustave et le Fantôme 8. Devil Take the Hindmost (Quartet) ✝ – Gustave, Raoul, le Fantôme, Madame Giry et Meg 9. Love Never Dies – Christine 10. Ah, Christine…! – Christine et le Fantôme 11. The Streets Of Coney Island (Gustave…! Gustave…!) – Christine, le Fantôme, Madame Giry, Fleck, Gangle et Squelch 12. Please Miss Giry, I Want To Go Back… – Gustave, Meg, le Fantôme, Madame Giry et Christine 13. Look with Your Heart - Reprise – Christine 14. Once Upon Another Time - Reprise – Christine 15. Love Never Dies - Reprise (Finale) – le Fantôme 16. Playout – l'Orchestre |

Remarque : † désigne les nouvelles paroles de Charles Hart.

## Distributions anglophones
| Personnage                  | Production originale du West End                                                          | Production finale du West End                                                       | Production australienne originale                                         | Tournée nord-américaine                            | Concert du West End  | Tournée chinoise                               |
| Personnage                  | 2010                                                                                      | 2011                                                                                | 2011                                                                      | 2017                                               | 2023                 | 2023                                           |
| --------------------------- | ----------------------------------------------------------------------------------------- | ----------------------------------------------------------------------------------- | ------------------------------------------------------------------------- | -------------------------------------------------- | -------------------- | ---------------------------------------------- |
| Erik, le Fantôme de l'Opéra | Ramin Karimloo                                                                            | Ramin KarimlooTam Mutu                                                              | Ben Lewis                                                                 | Garðar Thór CortesBronson Norris Murphy            | Norm Lewis           | Luke McCallJohn Ellis                          |
| Christine Daaé              | Sierra Boggess                                                                            | Celia Graham                                                                        | Anna O'Byrne                                                              | Meghan PicernoRachel Anne Moore                    | Celinde Schoenmaker  | Manon TarisOlivia Holland Rose Georgie Ashford |
| Meg Giry                    | Summer Strallen                                                                           | Haley Flaherty                                                                      | Sharon Millerchip                                                         | Mary Michael Patterson                             | Courtney Stapleton   | Olivia Barnett Legh                            |
| Raoul, Vicomte de Chagny    | Joseph Millson                                                                            | David Thaxton                                                                       | Simon Gleeson                                                             | Sean Thompson                                      | Matthew Seadon-Young | Niall Sheehy                                   |
| Madame Giry                 | Liz Robertson                                                                             | Liz Robertson                                                                       | Maria Mercedes                                                            | Karen Mason                                        | Sally Dexter         | Britt Lenting                                  |
| Gustave                     | Jack BlassHarry ChildTyler FaganAlexander HockadayRichard LinnellCharlie MantonKaisun Raj | Edward BraceyJack CostelloDaniel DowlingConnor FitzgeraldGeorge LittellHarry Polden | George Cartwright BushTrent HeathLachlan KellyJack Lyall Kurtis Papadinis | Jake Heston MillerCasey J. LyonsChristian Harmston | Cian Eagle-Service   | Jack SherranOdo Rowntree-BaillyZayne Norris    |
| Squelch                     | Adam Pearce                                                                               | Adam Pearce                                                                         | Paul Ettore Tabone                                                        | Richard Koons                                      | Nic Greenshields     | Chris Draper                                   |
| Gangle                      | Jami Reid-Quarrell                                                                        | Charles Brunton                                                                     | Dean Vince                                                                | Stephen Petrovich                                  | Charles Brunton      | Nic Cain                                       |
| Fleck                       | Niamh Perry                                                                               | Tracey Penn                                                                         | Emma J. Hawkins                                                           | Katrina Kemp                                       | Lucie-Mae Sumner     | Katrina Kemp                                   |

## Distributions internationales
| Personnage                  | Production danoise                 | Production autrichienne | Production japonaise                    | Production allemande               | Revival japonais                                  |
| Personnage                  | 2012 - 2013                        | 2013                    | 2014                                    | 2015 - 2016                        | 2025                                              |
| --------------------------- | ---------------------------------- | ----------------------- | --------------------------------------- | ---------------------------------- | ------------------------------------------------- |
| Erik, le Fantôme de l'Opéra | Tomas Ambt KofodBo Kristian Jensen | Drew Sarich             | Masachika IchimuraTakeshi Kaga          | Garðar Thór CortesMathias Edenborn | Masachika IchimuraKanji IshimaruSatoshi Hashimoto |
| Christine Daaé              | Louise Fribo                       | Milica Jovanović        | Megumi HamadaAyaka Hirahara             | Rachel Ann MooreJazmin Gorsline    | Ayaka HiraharaRena SasamotoKiho Maaya             |
| Meg Giry                    | Camille-Cathrine Rommedahl         | Barbara Obermeier       | Mao AyabukiRena Sasamoto                | Maria Danae Bansen                 | Madoka HoshikazeMayuko Konami                     |
| Raoul, Vicomte de Chagny    | Christian Berg                     | Julian Looman           | Mario TashiroKeita Tachibana            | Yngve Gasoy Romdal                 | Mario TashiroKazuki Katō                          |
| Madame Giry                 | Marianna Mortensen                 | Maya Hakvoort           | Ran ŌtoriTatsuki Kohju                  | Masha Karell                       | Tatsuki KojuSumire Haruno                         |
| Gustave                     | Oscar DietzCarl-Emil Lohmann       | Leonid Sushon           | Seishiro KatoTsukimori MatsuiEru Yamada | ?                                  | Ichita UekiSousuke OnoKaiki Goto                  |
| Squelch                     | Steen Springborg                   | Peter Kratochvil        | Tomoaki Tatsumi                         | Paul Tabone                        | Tomoaki Tatsumi                                   |
| Gangle                      | Simon Duus                         | Armin Kahl              | Arata Hino                              | Jak Allen-Anderson                 | Junichi Kato                                      |
| Fleck                       | Kristin Norholt                    | Katja Berg              | Mizuho Abe                              | Lauren BarrandSandra Maria Germann | Saya Chinen                                       |

## Production

### Les prémices complexes d'une suite (1990 - 1999)

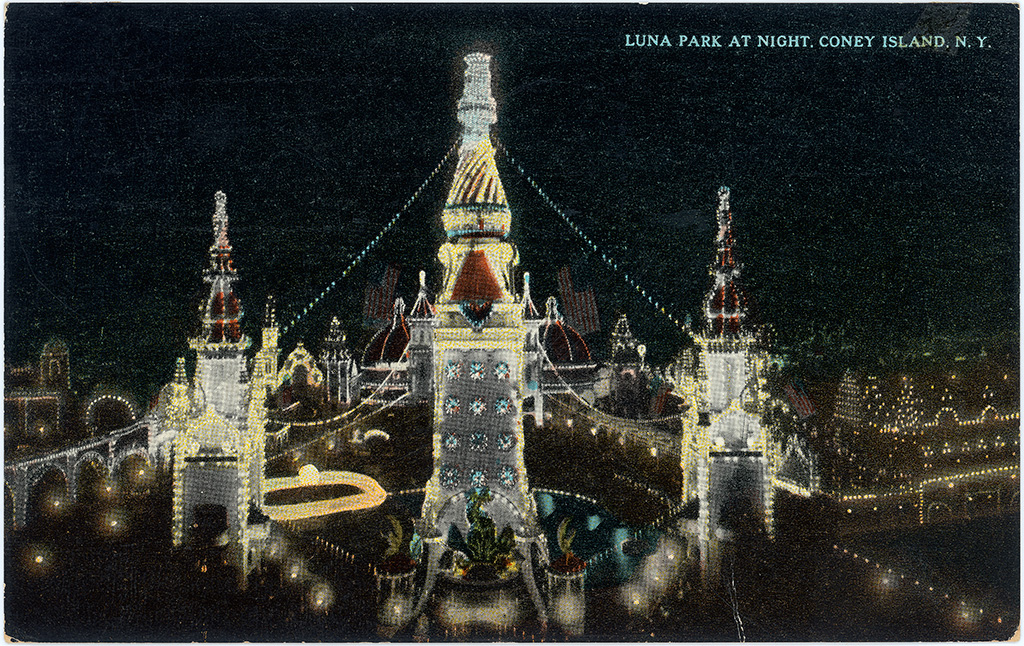
Luna Park, ici en 1929. Le parc sera l'une des principales inspirations de Lloyd Webber pour Love Never Dies.

Andrew Lloyd Webber envisage dès 1990 de donner une suite à son Phantom of the Opera, succès mondial de la scène musicale créé en 1986. Suite à une discussion avec Maria Björnson, cheffe décoratrice sur The Phantom of the Opera, Lloyd Webber décide de situer son intrigue à New York, au tournant du XXe siècle. L'une des pistes qu'il souhaite explorer consiste à faire vivre le Fantôme en surface, dans le premier penthouse de Manhattan.
Il abandonne finalement cette idée après avoir vu un documentaire sur la fête foraine de Coney Island. Lloyd Webber débute alors une collaboration avec l'écrivain Frederick Forsyth mais ce premier essai s'avère un échec, leurs choix narratifs étant difficilement transposables sur scène.
Lors du concert organisé pour les 50 ans de Lloyd Webber en 1998, Kiri Te Kanawa entonne la chanson The Heart Is Slow To Learn. The Heart Is Slow To Learn est basée sur le postulat de Forsyth et sera remaniée par la suite en tant que chanson centrale de Love Never Dies.
Courant 1999, Forsyth publie un roman intitulé Le Fantôme de Manhattan, basé sur le travail qu'il avait esquissé aux côtés de Lloyd Webber.

### Les retrouvailles avec Ben Elton et la concrétisation du projet (2006 - 2007)
Andrew Lloyd Webber se penche à nouveau sur le projet en 2006. Il rencontre de nombreux auteurs et metteurs en scène pour donner vie à cette suite. Cependant, aucune proposition ne lui semble adaptée à la forme si spécifique de la comédie musicale.

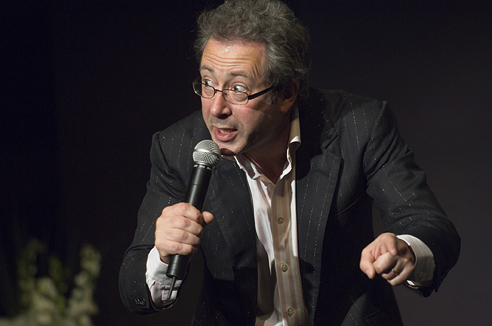
Ben Elton, le librettiste avec qui Lloyd Webber concrétisera le premier jet de Love Never Dies.

Finalement, en 2007, Lloyd Webber prend contact avec le librettiste Ben Elton - les deux hommes se connaissent et s'apprécient, ils ont déjà collaboré ensemble sur The Beautiful Game, en 2000. Elton est alors chargé d'élaborer un postulat pour la suite du Phantom, basé sur les idées initiales de Lloyd Webber. Elton choisit de se concentrer davantage sur les protagonistes originaux de Phantom of the Opera et omet les nouveaux personnages que Lloyd Webber et Forsyth avaient développés au préalable de leurs côtés.
Selon Lloyd Webber, il ne s'agit pourtant pas d'une suite mais d'« une œuvre indépendante », des propos qu'il tempère rapidement : « C'est clairement une suite mais je ne crois pas qu'il soit nécessaire d'avoir vu Phantom of the Opera pour comprendre Love Never Dies ».
Comme le souhaitait le compositeur, la comédie musicale prend place en 1907. Lloyd Webber estime que cette suite prend place « environ dix ans après la fin du Phantom », ce qui provoque d'emblée une incohérence majeure dans la continuité des deux œuvres : les événements du spectacle original se déroulant en 1881, l'intrigue devrait se situer aux alentours de 1891 et non en 1907.
Lloyd Webber est néanmoins satisfait par les propositions d'Elton et commence à travailler sérieusement sur les compositions. Il opte pour une musique radicalement différente de celle qu'il a composée auparavant. Au lieu des passages lyriques tirés d'opéras fictifs, la musique liée au lieu phare Phantasma s'inspire des pièces du Savoy opera (similaires à l'Opéra comique et liées au Savoy Theatre), une partition souvent burlesque elle-même tirée d'opéras français déjà existants. À l'époque victorienne, presque tous les opéras populaires étaient adaptés au burlesque.
En parallèle, Lloyd Webber approche le parolier Glenn Slater pour écrire les textes, malgré les réticences de ce dernier. De l'aveu de Slater, le projet « semble être une idée terrible ».

### Une gestation compliquée (2008 - 2010)
Si le processus est bien engagé, la production essuie un contretemps inattendu lorsque Otto, le chaton Turc de Van du compositeur, saute sur son piano numérique Clavinova et efface l'intégralité des partitions. Lloyd Webber ne peut récupérer aucun morceau et doit donc tout reprendre depuis le début.

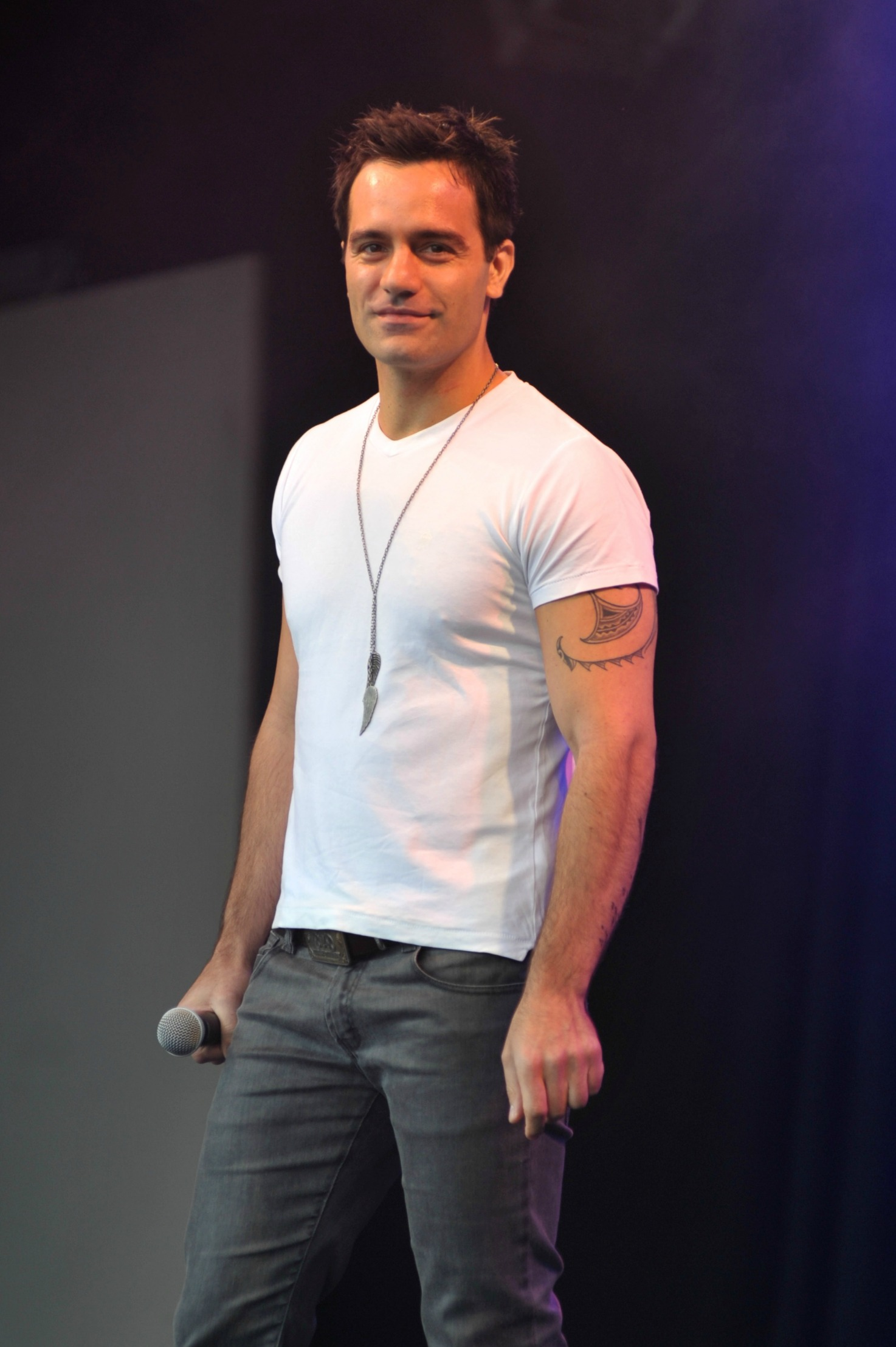
Ramin Karimloo (Erik dans la production du West End) reprend le rôle dans Love Never Dies.

En 2008, Lloyd Webber affirme que la suite s'intitulera probablement Phantom: Once Upon Another Time. Le premier acte est joué lors du Sydmonton Festival, porté par Ramin Karimloo (Erik) et Alistair Robbins (Raoul). Pendant les ateliers d'écriture organisés dans la foulée, Raoul et Christine sont campés par Aaron Lazar et Elena Shaddow.
En septembre 2008, à l'occasion du concert de la BBC célébrant son 60e anniversaire, Lloyd Webber annonce le titre définitif : Love Never Dies.
Le 3 juillet 2009, Lloyd Webber dévoile la distribution officielle : Ramin Karimloo (Erik dans la production du West End) et Sierra Boggess (Christine dans Phantom – The Las Vegas Spectacular) sont de retour dans cette suite ; Meg Giry est incarnée par Summer Strallen, le rôle de Madame Giry est dévolu à Liz Robertson, Raoul est campé par Joseph Millson et Niamh Perry se voit offrir le personnage de Fleck .
Le projet s'annonce très ambitieux : le créateur souhaite que Love Never Dies soit présenté simultanément à Londres, New York et Shanghai à l'automne 2009.
En mars 2009, Lloyd Webber décide que la première du spectacle se tiendra à Adelphi Theatre (Londres), suivi par le Royal Alexandra Theatre (Toronto) et enfin Shanghai ; la mouture canadienne sera transférée sur Broadway au Neil Simon Theatre, courant 2010. Les trois castings (un pour chaque pays) répèteront ensemble dans un studio londonien à compter d'août 2009 et ce pour trois mois. Les dates d'ouverture sont rapidement annoncées : octobre 2009 à Londres, novembre 2009 à Toronto et février 2010 à Shanghai, avec un transfert ultérieur à Melbourne, en Australie.
En mai, les débuts de la production londonienne sont reportés à mars 2010 en raison de la réorchestration de la partition et du réenregistrement de l'album demo par Lloyd Webber. Des problèmes techniques liés aux effets spéciaux, des difficultés rencontrées avec une automate représentant Christine et l'ampleur colossale des auditions pour trois productions simultanées contribuent également à ce retard. En octobre 2009, le projet de Shanghai est abandonné au profit de la production australienne. À ces difficultés s'ajoutent les graves problèmes de santé du compositeur, atteint d'un cancer de la prostate.
Le 8 octobre 2009, Lloyd Webber tient une conférence de presse au Her Majesty's Theatre, où son Phantom est joué depuis 1986. Il confirme la présence de Boggess et Karimloo dans les rôles principaux. Karimloo y interprète Til I Hear You Sing et la musique instrumentale The Coney Island Waltz est jouée par un orchestre. La conférence réunit des journalistes, des professionnels du théâtre ainsi que quelques fans,. Lloyd Webber annonce que les avant-premières de Love Never Dies commenceront à Londres le 20 février 2010 et que la production de Broadway débutera le 11 novembre 2010. Les répétitions pour le West End démarrent en janvier 2010.

### Les débuts houleux au West End (2010 - 2011)

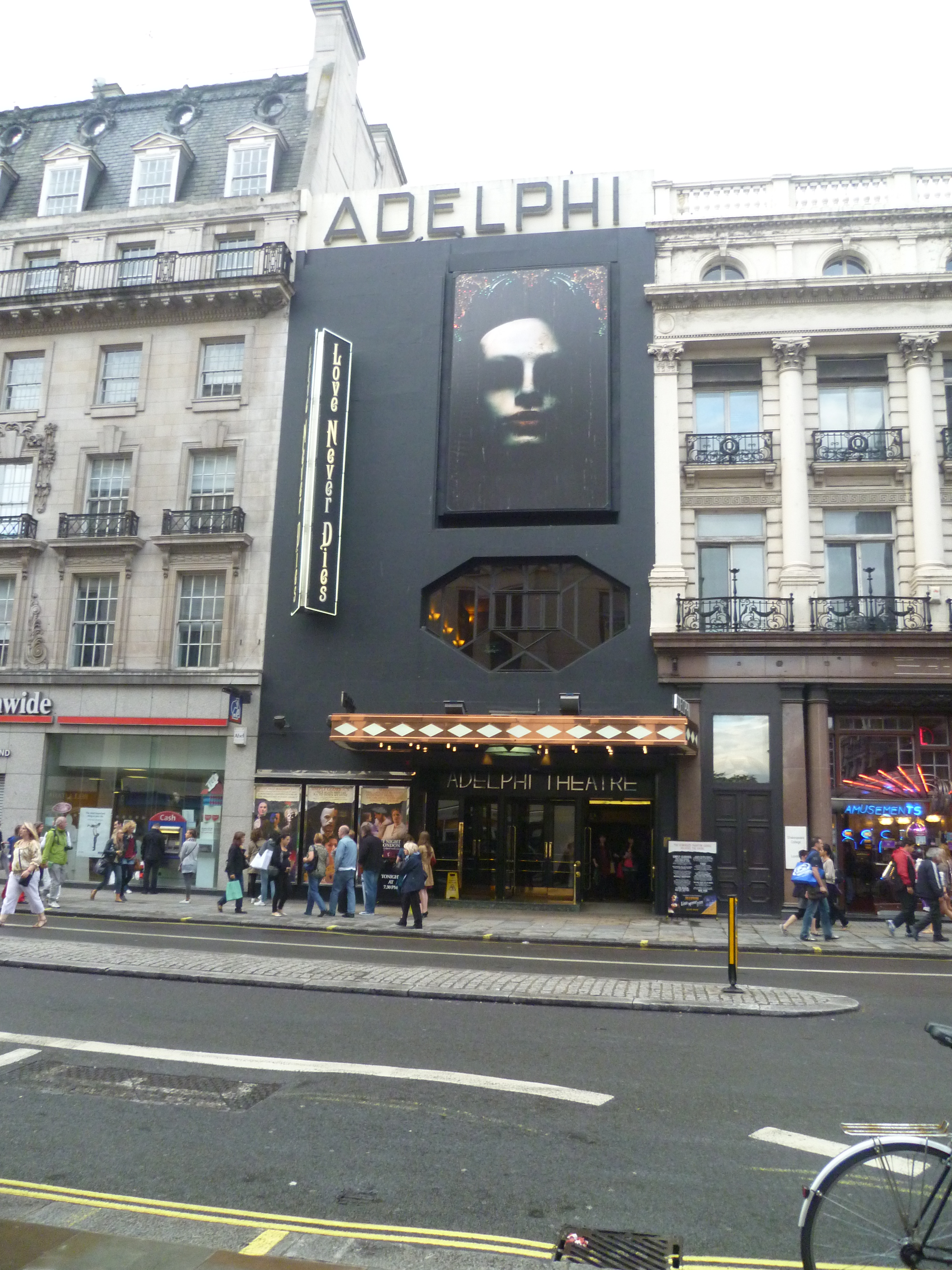
Le spectacle au Adelphi Theatre.

L'avant-première de Love Never Dies est décalée du 20 au 22 février 2010 en raison d'une maladie brièvement contractée par Boggess et d'exigences techniques à régler,.
Le spectacle débute officiellement le 9 mars 2010. Jack O'Brien assure la mise en scène, Jerry Mitchell est en charge des chorégraphies, les décors et les costumes sont signés Bob Crowley. Éclairagiste multi-récompensée, Paule Constable (en) s'occupe des lumières. Très vite, l'équipe enchaîne les difficultés. De l'aveu de Constable, travailler sur Love Never Dies l'a presque amenée à quitter l'industrie du théâtre.
Comme annoncé lors de la conférence de presse, la distribution comporte Ramin Karimloo (le Fantôme), Sierra Boggess (Christine), Joseph Millson (Raoul), Liz Robertson (Madame Giry), Summer Strallen (Meg Giry) et Niamh Perry (Fleck).
En avril 2010, Lloyd Webber encourt une amende de 20 000 £ pour avoir illégalement repeint en noir le Adelphi Theatre, classé Grade II, afin de promouvoir le spectacle.
En novembre 2010, suite à un accueil critique très mitigé, Lloyd Webber interrompt la production pendant quelques jours afin de retravailler le spectacle. Le parolier Charles Hart (l'un de ses collaborateurs sur The Phantom of the Opera) est appelé en renfort et apporte de nombreuses modifications aux textes. Le chorégraphe Bill Deamer et le producteur Bill Kenwright sont également invités à apposer leurs pattes.

### Une succession d'annulations (2011)
La production londonienne se conclut finalement le 27 août 2011, après une exploitation de moins de dix-huit mois. Cette durée est jugée très en deçà des attentes et la réception est très mitigée, voire négative, du côté des spectateurs comme des journalistes.
La production de Broadway, attendue à l'automne 2010, est finalement reportée au printemps 2011 avant d'être totalement suspendue,.
Lloyd Webber affirme que des productions asiatiques et canadiennes sont prévues mais toutes sont abandonnées par la suite.

### La«revanche»australienne (2011 - 2012)

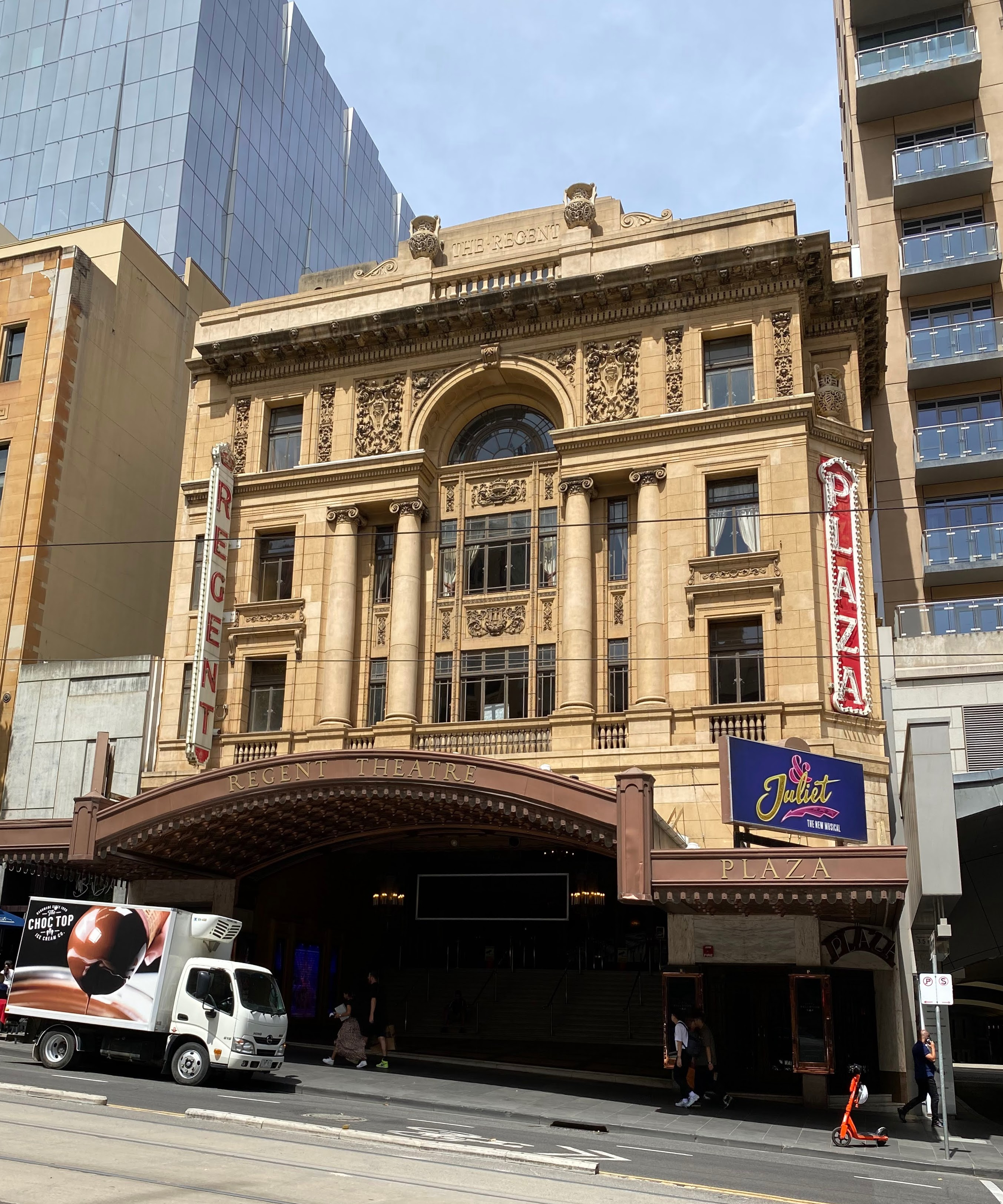
Le Regent Theatre, à Melbourne, accueille la première production internationale de Love Never Dies.

En 2010, Lloyd Webber annonce que la production australienne est prévue pour le 21 mai 2011 au Regent Theatre, à Melbourne. Cette production, la première hors du Royaume-Uni, présente une nouvelle mise en scène ainsi qu'une toute nouvelle conception établie par une équipe créative locale. La mise en scène est confiée à Simon Phillips (en), les décors et les costumes sont des créations de Gabriela Tylesova et les lumières sont assurées par Nick Schlieper. Graeme Murphy est en charge des chorégraphies. Côté casting, Ben Lewis et Anna O'Byrne sont officialisés en Erik et Christine,.
Si les retours ne sont pas dithyrambiques, les critiques presses s'avèrent nettement plus positives.
La production de Melbourne est filmée le 15 septembre 2011. La captation est réalisée par Brett Sullivan et Simon Phillips. Le spectacle est diffusé de façon limitée dans les cinémas anglophones, avant de sortir en DVD et Blu-ray courant 2012,. Lloyd Webber se déclare très fier de cette version et estime avoir clos convenablement le projet grâce à la production australienne immortalisée par la captation,.
La dernière représentation melbournienne se tient le 18 décembre 2011.
La pièce est ensuite transférée au Capitol Theatre (Sydney) en janvier 2012 et s'achève en avril 2012.

### Love Never Diesà travers le monde (2012 - en cours)
Love Never Dies se joue pour la première fois en langue étrangère au Det Ny Teater de Copenhague, au Danemark, d’octobre 2012 à avril 2013.
Le spectacle est ensuite traduit en allemand et joué au Raimundtheater (Vienne, Autriche), courant octobre 2013.
L'année suivante, la première version japonaise se tient au Nissay Theatre, à Tokyo. Cette mouture suit la trame et les modifications établies par la production australienne. Takeshi Kaga, qui avait incarné Erik dans la production nippone du Phantom of the Opera en 1988, reprend le rôle. Parmi les autres interprètes notables, la distribution comporte Ayaka Hirahara (Christine Daaé), Keita Tachibana (Raoul) et Rena Sasamoto (Meg Giry). Le spectacle japonais connaît deux revivals, en 2019 et 2025.
L'engouement est moindre en Allemagne, où le spectacle est programmé à Hambourg fin 2015 mais connaît une fermeture prématurée début 2016.
Love Never Dies est joué pour la première fois aux États-Unis lors d'une tournée nord-américaine organisée entre 2017 et 2018.
La comédie musicale est interprétée en version concert en 2023, au West End. Elle est mise en scène par Shaun Kerrison au Theatre Royal Drury Lane et a pour tête d'affiche Norm Lewis en Fantôme.

## Accueil

### West End
Lors de sa première à Londres le 9 mars 2010, Love Never Dies reçoit des critiques presses majoritairement négatives,. Financial Times, Entertainment Weekly, The Arts Desk et bien d'autres font part de leur déception.
Ben Brantley du The New York Times lui attribue la note de 0 et écrit un retour incendiaire sur le show.
Sam Marlowe (Time Out London) le qualifie d'« épouvantable » et de « monstruosité musicale ». Elle note : « Avec ses tourbillons d'images vidéo écœurants, son intrigue vaine et ses chansons interminables et répétitives, Love Never Dies… est terriblement lassant ».
Susannah Clapp de The Observer juge l'ensemble terne et affirme que les « numéros musicaux ne se fondent jamais dans les splendeurs visuelles » proposées par les décors.
Du côté de The Times, Benedict Nightingale recommande aux spectateurs de retourner voir le Phantom original et d'éviter cette suite. Il s'interroge : « Où sont la menace, l'horreur, la noirceur psychologique » propres au premier opus ?
David Benedict de Variety se montre également très virulent : le show « se veut une romance tragique mais il est tout simplement amorphe. Seule une réécriture radicale lui donnera une chance infime d'égaler son prédécesseur ».
Pour le journaliste du Evening Standard, Henry Hitchings, cette suite pâtit cruellement de la comparaison avec l'original : « Si la musique de Lloyd Webber est parfois somptueusement opératique, le ton est inégal. Il n'y a que quelques chansons qui promettent de vivre dans les mémoires, les duos ne s'envolent pas et la fin est insipide. Les admirateurs du Phantom risquent d'être déçus, et il n'y a pas assez de contenu ici pour attirer une nouvelle génération de fans. [...] [L'intrigue] est largement prévisible et fragile. Le principal problème est le livret… Il manque de plausibilité psychologique. Pire encore, il manque de cœur. Il y a peu de pathos ou de tension émotionnelle ».

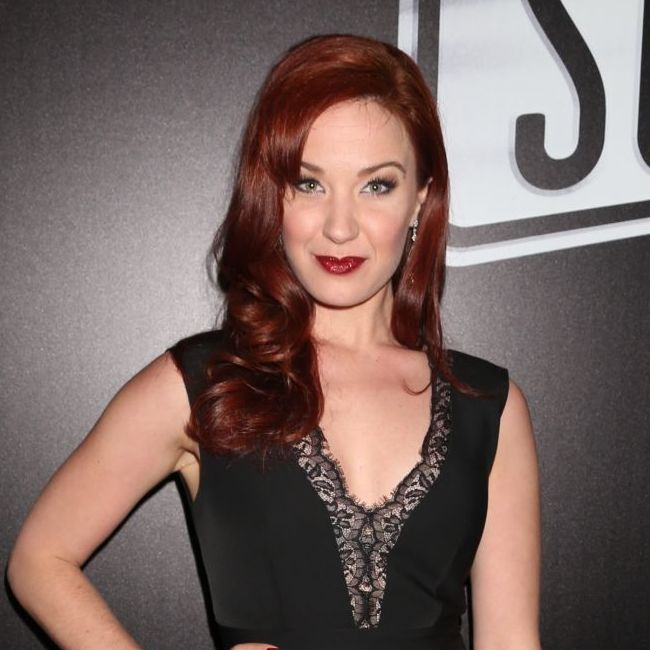
Parmi les rares bons points concédés par la critique, les prestations de Ramin Karimloo et Sierra Boggess font l'unanimité.

Sur le site spécialisé Musical Avenue, Guillaume Couture estime que « Ramin Karimloo et Sierra Bogess possèdent la scène grâce à une grande puissance vocale et un jeu exemplaire. Malgré les faiblesses du livret, l’émotion atteint le public ». Il déplore cependant que « la continuité avec Le Fantôme de l'Opéra ne soit pas flagrante : les personnages ont bien changé en dix ans, ce qui déstabilise durant le premier acte. [...] L'histoire manque de densité : sur les deux heures et demi que durent le musical, il n’y a que peu de rebondissements. Enfin, une partie de la relation entre le fantôme et Christine a été oubliée. Webber à seulement retenu l’amour entre les deux êtres en occultant complètement les autres liens qui les rapprochaient (l’ange de la musique) ».
Les échos sont similaires sur un autre site spécialisé francophone, Regard en coulisse, où Clémence Garcia fait part de son désappointement : « Alors que The Phantom of the Opera reposait sur un mystère et la relation unique qui liait Christine au Phantom, ici tout est simplifié et perd de son grandiose. [...] Où est la continuité avec l'œuvre originale ? [...] Il faut le reconnaître, la mise en scène est recherchée. Elle a beau avoir été critiquée [...] pour son côté trop moderne et parfois minimaliste, la technique est très bien maitrisée et sert plutôt l’histoire. [...]  Au final, on ressort de la salle avec un sentiment de gâchis. Car les moyens, financiers comme humains, étaient là mais ont été complètement sous-exploités ».
Dans les colonnes de The Guardian, Michael Billington se montre plus modéré. Il affirme qu'« il y a beaucoup à apprécier dans la nouvelle comédie musicale d’Andrew Lloyd Webber. La musique est l’une des plus séduisantes du compositeur. [...] Les problèmes résident dans le livret… qui manque de poids pour soutenir la superstructure imaginative. [...] Avec un livret à la hauteur des mélodies, cela aurait pu être un spectacle époustouflant plutôt qu’une simple soirée agréable ».
Paul Callan du Daily Express y voit « une suite élégante et intelligente du Phantom » qui mérite de devenir un succès.
Du côté du The Sunday Telegraph, Tim Walker affirme que Love Never Dies comporte « les effets spéciaux les plus impressionnants du West End ».
Charles Spencer du The Daily Telegraph se montre également enthousiaste : « C'est le meilleur spectacle de Lloyd Webber depuis le Phantom original, porté par une musique aux mélodies superbement envoûtantes et un romantisme nostalgique qui m'a fait frissonner. [...] Le spectacle pourrait s'avérer trop étrange, trop sombre, trop tourmenté pour devenir un énorme succès populaire mais je pressens que son charme effrayant restera profondément gravé dans les mémoires lorsque d'autres spectacles plus émouvants auront été oubliés depuis longtemps ».
La critique la plus positive est signée Paul Taylor pour The Independent : « Ce qui ne fait aucun doute, c'est l'excellence technique de la production fluide, somptueuse (et parfois subtile) de Jack O'Brien, ou la splendeur de l'orchestre qui déverse les mélodies sombres et nostalgiques de Lloyd Webber comme si sa vie en dépendait ». Il salue également les décors de Bob Crowley et Jon Driscoll, avec leur inspiration Art nouveau.

### Australie
Retravaillé en profondeur pour les productions de Melbourne et Sydney, le spectacle reçoit néanmoins des retours mitigés. L’accueil reste toutefois plus positif que lors de ses débuts londoniens.
Rebecca Saffir (Time Out) y voit un « acte d'une glorieuse arrogance », un « matériel incroyablement faible » et du « radotage sentimental, absurde et idéologiquement conservateur ». Faisant écho aux avis britanniques, Saffir fustige une intrigue « si mince qu'elle devrait être mise au régime cheeseburger ». Elle déplore les incohérences entre les personnages tirés du Phantom original et leurs motivations absurdes telles que présentées dans cette suite.
Jason Blake (Sydney Morning Herald) se montre également mitigé : « La production de Phillips évite les moments fastidieux, privilégiant une inventivité soutenue, une fluidité et une sensation de cauchemar saisissante. [...] Inspirée, souvent ravissante, certes, mais cette suite ne présente pas un argument musical ou narratif suffisamment solide pour justifier sa propre existence ».
Si Chris Boyd (The Australian) affirme qu'il s'agit de la meilleure création de Lloyd Webber depuis The Phantom of the Opera, il s'avère néanmoins mitigé quant à l'ensemble : « Love Never Dies reste une occasion manquée. Elle joue sur la mélancolie sans conviction. [Si elle] offre plusieurs moments excitants, elle ne parvient pas à relier les points entre eux. Musicalement, il y a quelques pépites mais peu de surprises. [...] Quant aux décors de Gabriela Tylesova, infiniment fascinants, ils sont spectaculaires sans être ostentatoires. L'élément principal est un cercle métallique vertical, mi-bouche Luna Park, mi-Porte des étoiles. Les costumes, eux aussi, sont magnifiques ».
Mark ShentonI (Daily Express) note une nette amélioration : « La nouvelle production possède une théâtralité gothique spectaculaire qui accentue, approfondit et assombrit ses émotions ».
Kate Herbert (Herald Sun) est davantage conquise : « Avec sa scénographie vivante, ses personnages excentriques et son imagerie mystique, ce spectacle ravissant capture le sombre mystère d'une fête foraine périlleuse et devrait convaincre même les fans inconditionnels du Phantom. [...] La musique de Lloyd Webber (dirigée avec brio par Guy Simpson) reprend par intermittence et avec élégance le Phantom original, reliant les deux histoires. [...] Plusieurs chansons, aux paroles banales, manquent de punch. Le problème le plus important reste l'histoire, insatisfaisante. Il y a des fausses pistes inutiles et trop d'antagonistes ».

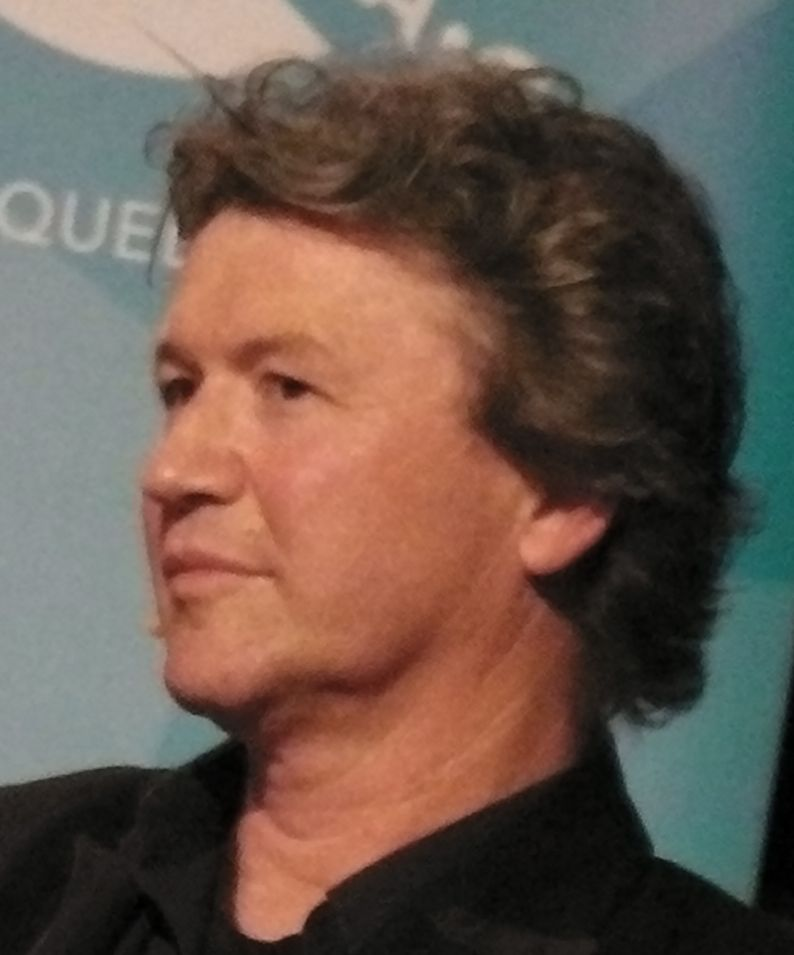
La nouvelle mise en scène de Simon Phillips est largement saluée.

William Yeoman (The West Australian) apprécie la singularité du spectacle : « Avec son livret de Ben Elton et ses paroles de Glenn Slater et Charles Hart, Love Never Dies est un curieux mélange de romance gothique, de vaudeville et de vérisme, avec la musique luxuriante et sentimentale de Lloyd Webber qui tourne comme un manège de fête foraine de Puccini à Pulcinella, en passant par du rock entraînant et des airs délicats au fur et à mesure que la tragédie se déroule. Sous la direction toujours convaincante de Simon Phillips, la distribution parvient également à transformer le matériel peu prometteur, sinon en or, du moins en argent ».
Cameron Woodhead (The Age) s'extasie devant l'esthétisme du spectacle : « Entre les décors et les costumes de Gabriela Tylesova, les lumières de Nick Schlieper et la chorégraphie de Graeme Murphy, vous êtes assuré d'une mise en scène spectaculaire. [...] Introduit par un trio de monstres, le spectacle se transforme en une foule d'acrobates et d'échassiers, de lanceurs de feu et de magiciens, avec des têtes en plastique dignes d'un Luna Park, un chapiteau portatif et des rangées de forains chantant sur des rails de montagnes russes suspendues dans les airs. C'est une expérience à couper le souffle, et pourtant ce n'est pas le meilleur qu'offre l'illusionnisme sombre de Love Never Dies. Cet honneur revient à une scène, plus profondément ancrée dans Coney Island, où des obélisques transparents enfermant des merveilles surnaturelles – dont une sirène dorée – tournent à travers [la scène] ».

## Récompenses

### Production originale londonienne
| Année | Cérémonie               | Catégorie                                | Nommé(e)         | Résultat   |
| ----- | ----------------------- | ---------------------------------------- | ---------------- | ---------- |
| 2011  | Laurence Olivier Awards | Best New Musical                         | Best New Musical | Nomination |
| 2011  | Laurence Olivier Awards | Best Actor in a Musical                  | Ramin Karimloo   | Nomination |
| 2011  | Laurence Olivier Awards | Best Actress in a Musical                | Sierra Boggess   | Nomination |
| 2011  | Laurence Olivier Awards | Best Supporting Performance in a Musical | Summer Strallen  | Nomination |
| 2011  | Laurence Olivier Awards | Best Lighting Design                     | Paul Constable   | Nomination |
| 2011  | Laurence Olivier Awards | Best Set Design                          | Bob Crowley      | Nomination |
| 2011  | Laurence Olivier Awards | Best Costume Design                      | Bob Crowley      | Nomination |

### Production australienne
| Year | Cérémonie             | Catégorie                                   | Nommé(e)                     | Résultat   |
| ---- | --------------------- | ------------------------------------------- | ---------------------------- | ---------- |
| 2012 | Sydney Theatre Awards | Best Stage Design of a Mainstage Production | Gabriela Tylesova            | Nomination |
| 2012 | Sydney Theatre Awards | Best Costume Design                         | Gabriela Tylesova            | Lauréat    |
| 2012 | Sydney Theatre Awards | Best Lighting Design                        | Nick Schlieper               | Nomination |
| 2012 | Sydney Theatre Awards | Best Production of a Musical                | Best Production of a Musical | Nomination |
| 2012 | Sydney Theatre Awards | Best Leading Actress in a Musical           | Anna O'Byrne                 | Nomination |
| 2012 | Sydney Theatre Awards | Best Leading Actor in a Musical             | Ben Lewis                    | Lauréat    |
| 2012 | Sydney Theatre Awards | Best Supporting Actress in a Musical        | Sharon Millerchip            | Nomination |
| 2012 | Sydney Theatre Awards | Best Supporting Actor in a Musical          | Simon Gleeson                | Nomination |